# I Know What You Want
Az I Know What You Want Busta Rhymes amerikai rapper és Mariah Carey énekesnő egyik száma. Rhymes nyolcadik albumán, az It Ain’t Safe No More-on (2002), valamint Carey remixalbumán, a The Remixesen (2003) található. Rappel benne Rhymes együttese, a Flipmode Squad (Spliff Star, Baby Sham, Rah Digga és Rampage).

## Fogadtatása
A dal az It Ain’t Safe No More második kislemezeként jelent meg 2003-ban, és világszerte nagy sikert aratott; az Egyesült Államokban, Ausztráliában és az Egyesült Királyságban a slágerlista 3. helyére került. A siker Bustának és Mariahnak is jól jött; Busta előző kislemeze, a Make It Clap nem került be a Top 40-be a Billboard Hot 100-on, Mariah két legutóbbi albumáról pedig egy kislemez sem lett különösebben sikeres az USA-ban. Az I Know What You Want huszonegy hétig maradt a Top 40-ben, és a 2003 év végi összesített listán a 17. helyre került.
Mikor a dal megjelent, az a szóbeszéd járta, hogy Carey lemondja turnéjának Fülöp-szigeteki ágát (eddig még egyszer sem turnézott a Fülöp-szigeteken, ezt tervezték az elsőnek), ez lehetett az oka, hogy az országban csak a 3. helyig jutott a kislemez a slágerlistán, annak ellenére, hogy sokat játszották a rádiók. Októberre, mikor nyilvánvalóvá vált, hogy Mariah mégis megy a Fülöp-szigetekre, az I Know What You Want már lefelé tartott a slágerlistán, de új kislemeze, a Bringin’ On the Heartbreak novemberre listavezető lett, és a nagy sikerre való tekintettel a Charmbracelet albumot újra kiadták Ázsiában, bónuszdalokkal.

## Videóklip és remixek
A dal videóklipjét Chris Robinson rendezte. A klipben Busta Rhymes, a Flipmode Squad és Mariah Carey egy fényűző villában vannak; Carey reklámozza saját ékszermárkáját, az Automatic Princesst.

### Hivatalos remixek, verziók listája
- I Know What You Want (A Cappella)
- I Know What You Want (Clean)
- I Know What You Want (Instrumental)
- I Know What You Want (Instrumental Radio Edit)
- I Know What You Want (Radio Mix)
- I Know What You Want (Street Mix)

## Változatok
(A dőlt betűvel szedettek Busta számai, Mariah nem szerepel bennük.)
| CD kislemez (Kanada) 1. I Know What You Want (Radio Edit) 2. I Know What You Want (Instrumental Radio Edit) CD kislemez (Európa) 1. I Know What You Want (Album version) 2. Break Ya Neck (Album version) CD maxi kislemez (Ausztrália, Európa, Dél-Korea) 1. I Know What You Want (Album version) 2. Break Ya Neck (Album version) 3. I Know What You Want (Instrumental) 4. I Know What You Want (Videóklip) CD maxi kislemez (Egyesült Királyság) 1. I Know What You Want 2. Call the Ambulance (Remix feat. M.O.P.) 3. Call the Ambulance (featuring M.O.P.) 4. I Know What You Want (Videóklip) | 12" maxi kislemez (USA) 1. I Know What You Want (Radio Mix) 2. I Know What You Want (Street Mix) 3. I Know What You Want (Instrumental) 4. I Know What You Want (A Cappella) 5. Call the Ambulance (Radio Mix) 6. Call the Ambulance (Street Mix) 7. Call the Ambulance (Instrumental) 12" maxi kislemez (Egyesült Királyság) 1. I Know What You Want (Album version) 2. I Know What You Want (Instrumental) 3. Call the Ambulance Kazetta 1. I Know What You Want 2. Call the Ambulance |

## Helyezések
| Slágerlista (2003)                             | Legmagasabb helyezés |
| ---------------------------------------------- | -------------------- |
| USA Billboard Hot 100                          | 3                    |
| USA Billboard Hot R&B/Hip-Hop Singles & Tracks | 2                    |
| USA Billboard Hot Rap Tracks                   | 3                    |
| USA Billboard Top 40 Tracks                    | 6                    |
| USA Billboard Mainstream Top 40                | 4                    |
| USA Billboard Rhythmic Top 40                  | 3                    |
| USA ARC Weekly Top 40                          | 2                    |
| Ausztrál ARIA kislemezlista                    | 3                    |
| Brazil Top 100 kislemez                        | 14                   |
| Brit kislemezlista                             | 3                    |
| Dél-Afrika, Jam FM Charts                      | 1                    |
| Francia Top 100 kislemez                       | 25                   |
| Holland Top 40                                 | 6                    |
| Ír Top 50 kislemez                             | 4                    |
| Kanadai Top 50 kislemez                        | 5                    |
| MAHASZ Rádió Top 40                            | 1                    |
| MAHASZ Dance Top 40                            | 15                   |
| MAHASZ Singles Top 10                          | 2                    |
| Német Top 100 kislemez                         | 9                    |
| Olasz kislemezlista                            | 9                    |
| Svájci Top 100 kislemez                        | 5                    |
| Svéd Top 60 kislemez                           | 11                   |
| Új-zélandi Top 50 kislemez                     | 7                    |
| Nemzetközi egyesített slágerlista              | 4                    |